# دمبل كروي

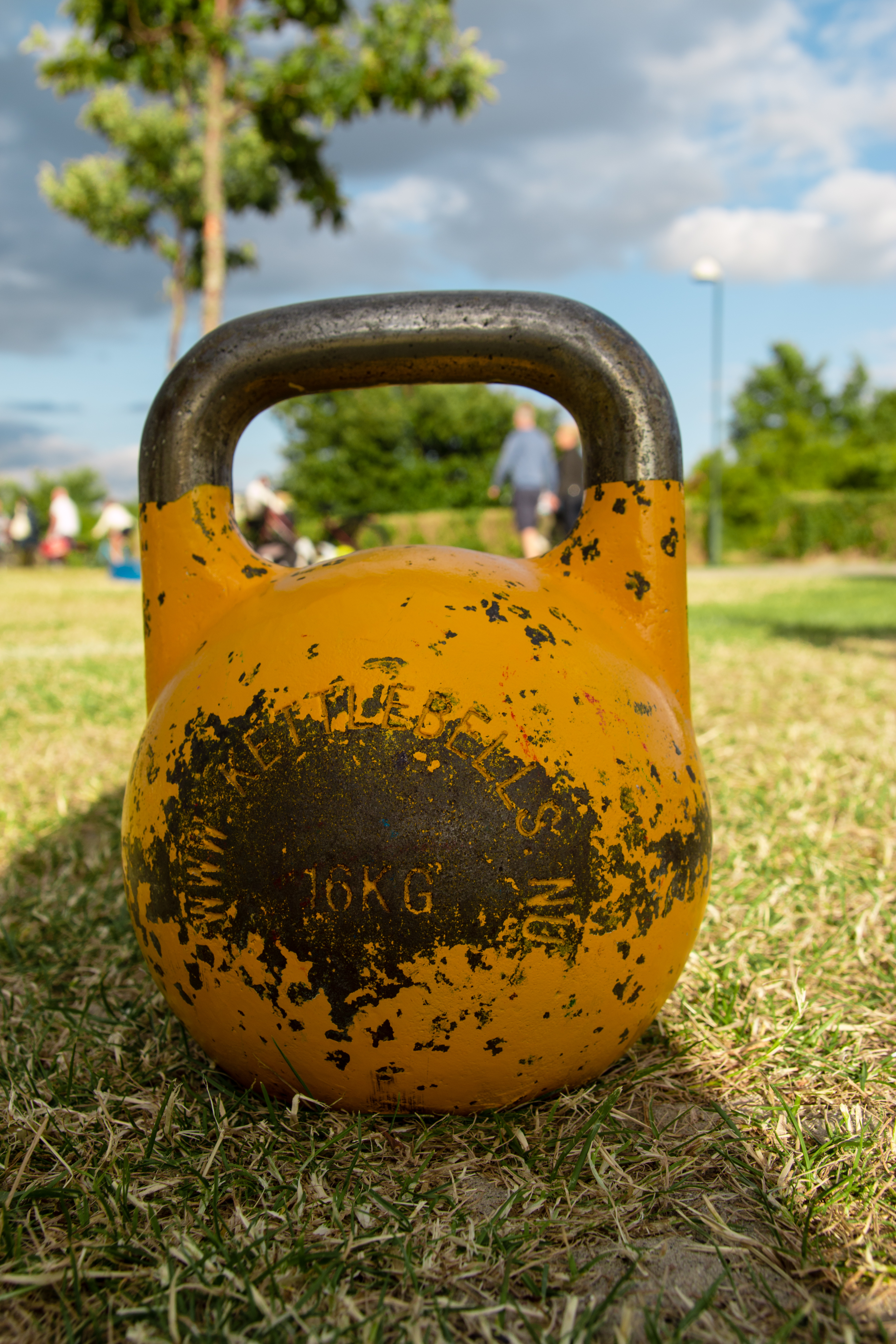
دمبل كروي من الدرجة التنافسية بوزن 16 كجم (35 رطلاً)

الثُّقالة الكروية أو الثُّقالة الإبريقية (الثاني مترجم حرفيًا من الإنجليزية Kettlebell) أو الدمبل الكروي في تدريبات الأثقال هو كرة مصنوعة من الحديد الزهر، أو الفولاذ المصبوب بمقبض متصل بالجزء العلوي، تشبه كرة المدفع بمقبض.  يستخدم لأداء مجموعة من التمارين؛ خاصة التمارين الباليستية، أو تمارين (التسارع التعويضي)، والتي تجمع بين تمارين الإطالة، التمارين الهوائية، وتمارين القوة والقدرة على الحركة. ويعد الدمبل الكروي من المعدات الأساسية المستخدمة في رياضة القوة، المتمثلة في رفع الدمبل.

## تاريخ
الجيريا الروسية، كان نوعًا من الأوزان المعدنية، اُستخدم في المقام الأول لوزن المحاصيل في القرن الثامن عشر. وسجل استخدام مثل هذه الأوزان من رجال السيرك الأقوياء في القرن التاسع عشر. وبدأ استخدامها في ألعاب القوى الترفيهية، والتنافسية في روسيا وأوروبا في أواخر القرن التاسع عشر. يعود تاريخ ولادة رياضة رفع الأثقال التنافسية أو رياضة الجيريفوي، إلى عام 1885م، مع تأسيس "دائرة ألعاب القوى للهواة" . يقاس وزن الجيريا الروسية بالبود، وهو ما يعادل 16.38 كيلوغرام (36.1 رطل) . 

## الشكل

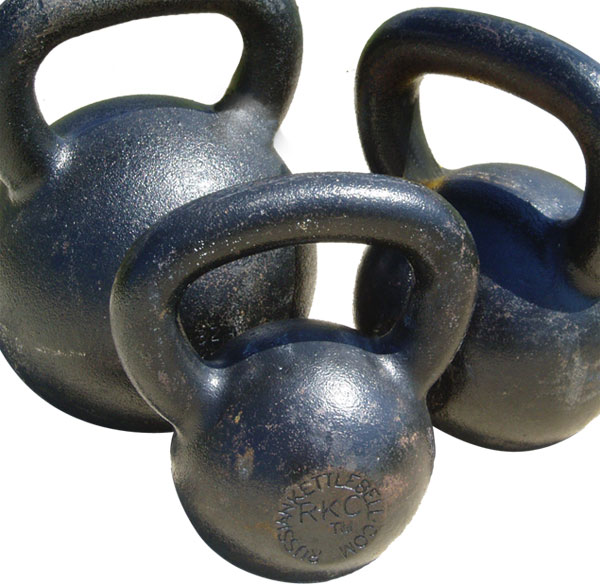
12 كجم، 16 كجم، و24 كجم من الدمبل الكروي

على عكس الدمبل التقليدي، فإن مركز كتلة الدمبل الكروي يمتد إلى ما هو أبعد من اليد، على غرار المضرب الهندي، أو الثقل الحجري. وهذا يسهل الحركات الباليستية والتأرجحية.  تشتمل أشكال الدمبل الكروي على أكياس مملوءة بالرمل، أو الماء، أو طلقات فولاذية.  يتيح الدمبل الكروي حركات التأرجح، وحركات الإفلات، مع مزيد من الأمان وتعزيز القبضة والمعصم والذراع والجذع. لا يتوزع وزن الدمبل الكروي بالتساوي. ولذلك فإن الشكل الفريد للدمبل الكروي يوفر "القوة غير المستقرة" للتعامل معه،  وهو أمر مهم لفعالية تمارين الدمبل الكروي.

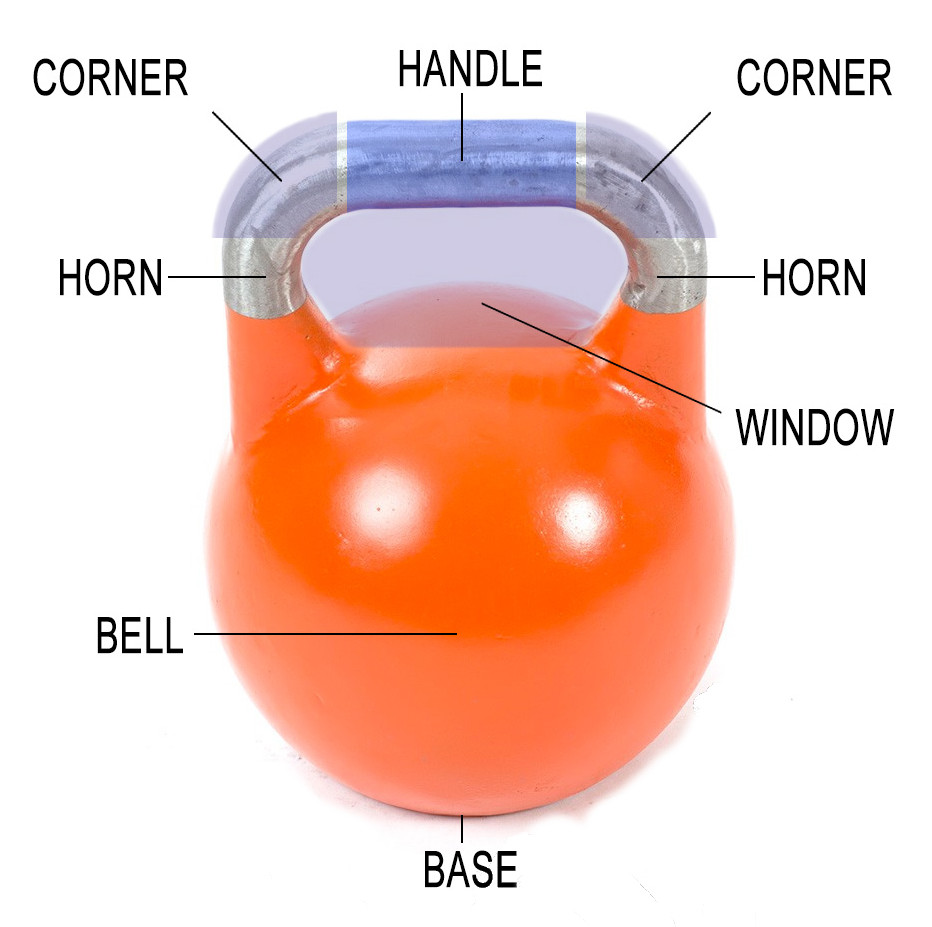
أجزاء الدمبل الرياضي

يمكن تقسيم أجزاء الدمبل إلى: المقبض، الزوايا، القرون، النافذة، الجرس، والقاعدة.

## الاستخدام
تعمل تمارين الدمبل النموذجية، بطبيعتها، على بناء القوة والقدرة على التحمل، وخاصة في أسفل الظهر والساقين والكتفين، كما تزيد من قوة القبضة.   الحركات الأساسية، مثل التأرجح، والخطف، والنتر، تشرك الجسم بالكامل في وقت واحد،  وبطريقة تحاكي الأنشطة في العالم الواقعي مثل: إزالة الثلوج، أو العمل الزراعي.  
على عكس التمارين باستخدام الدمبل التقليدي أوحديدة رفع الأثقال، تتضمن تمارين الدمبل الكروي عددًا كبيرًا من التكرارات في هذه الرياضة، ويمكن أن تتضمن أيضًا عددًا كبيرًا من التكرارات في التدريبات العادية. تمارين الدمبل الكروي تتميز بأنها تمارين شمولية بطبيعتها؛ لذلك فهي تعمل على عدة عضلات في وقت واحد، ويمكن تكرارها بشكل مستمر لعدة دقائق، أو مع فترات راحة قصيرة. ومثل هذا المزيج يجعل التمرين هوائيًا بشكل جزئي، ويشبه التدريب المتواتر عالي الشدة، أكثر من رفع الأثقال التقليدي. في دراسة أجريت عام 2010م، قيست كمية الحرق لدى عشاق الدمبل الكروي، الذين يؤدون تمرين الخطف لمدة 20 دقيقة، ووجد أن كمية الحرق في المتوسط، تصل إلى 13.6 سعرة حرارية / دقيقة هوائيًا، و6.6 سعرة حرارية / دقيقة لاهوائيًا خلال التمرين كاملاً، وهو "ما يعادل الجري بسرعة ميل في 6 دقائق".  وعند التدريب بتكرارات عالية، يجب أن يبدأ التمرين بالدمبل ببطء؛ من أجل بناء القدرة على التحمل العضلي ودعم المفاصل ومنع الإصابة.
وعند القيام بهذه التمارين دون الالتزام بالتعليمات، والتقدم الصحيح، مثل التي تُجرى بأي معدات تمرين أخرى، يمكن أن تكون ضارة لأي شخص يعاني من مشاكل في الكتف، أو الظهر. ولكن عندما تنفذ صحيحة، فإنها تحمل الكثير من الفوائد الصحية. بحيث يمكن من خلالها توفير قوة أكبر، وقوة ذهنية، وقدرة على التحمل، وخفة الحركة. 

## تأرجح الدمبل الكروي
تأرجح الدمبل الكروي (أو التأرجح الروسي، أو التأرجح باستخدام الذراعين، أو تأرجح الدمبل التقليدي ) هو تمرين باليستي أساسي يستخدم لتدريب السلسلة الخلفية بطريقة مماثلة للقفز العريض. تتأرجح الدمبل من أسفل الفخذ مباشرة إلى مكان ما بين الجزء العلوي من البطن والكتفين، مع فرد الذراعين أو ثنيهما قليلاً، وتعتمد درجة الانثناء على مسار الدمبل.  إن مفتاح التأرجح الجيد باستخدام الدمبل يكمن في دفع الوركين بشكل فعال، وعدم الانحناء كثيرًا عند الركبتين، وإرسال الوزن إلى الأمام، بدلاً من رفع الوزن في وضع القرفصاء، أو رفعه بالذراعين. وقد يحدث بعض ثني الركبة (القرفصاء) أثناء التأرجح، على الرغم من أن القوة المتولدة تنشأ من العضلات المفصلية التي تتحكم في الورك.
يتطلب هذا التمرين انقباضًا شديدًا لعضلات اليد، والألوية، والبطن، والعضلة الظهرية العريضة، حيث تولد قوة دينامية في مفاصل متعددة بما في ذلك الورك، والركبة، والكاحل، والكتف.

### الاختلافات
هناك العديد من الاختلافات في تأرجح الدمبل الكروي، ومنها على سبيل المثال لا الحصر: تأرجح الإفلات والإمساك (التبديل بين القبضة المنبسطة والمستلقية)، والتأرجح بيد واحدة (تحدٍ كبير مضاد للدوران)، وتأرجح الإمساك بالتناوب بيد واحدة، وتأرجح المشي، وتأرجح الحقيبة، والتأرجح الجانبي، وتأرجح الدمبلين الكرويين مع الذراعين، وتأرجح القرفصاء، والتأرجح العالي.

## تمارين أخرى

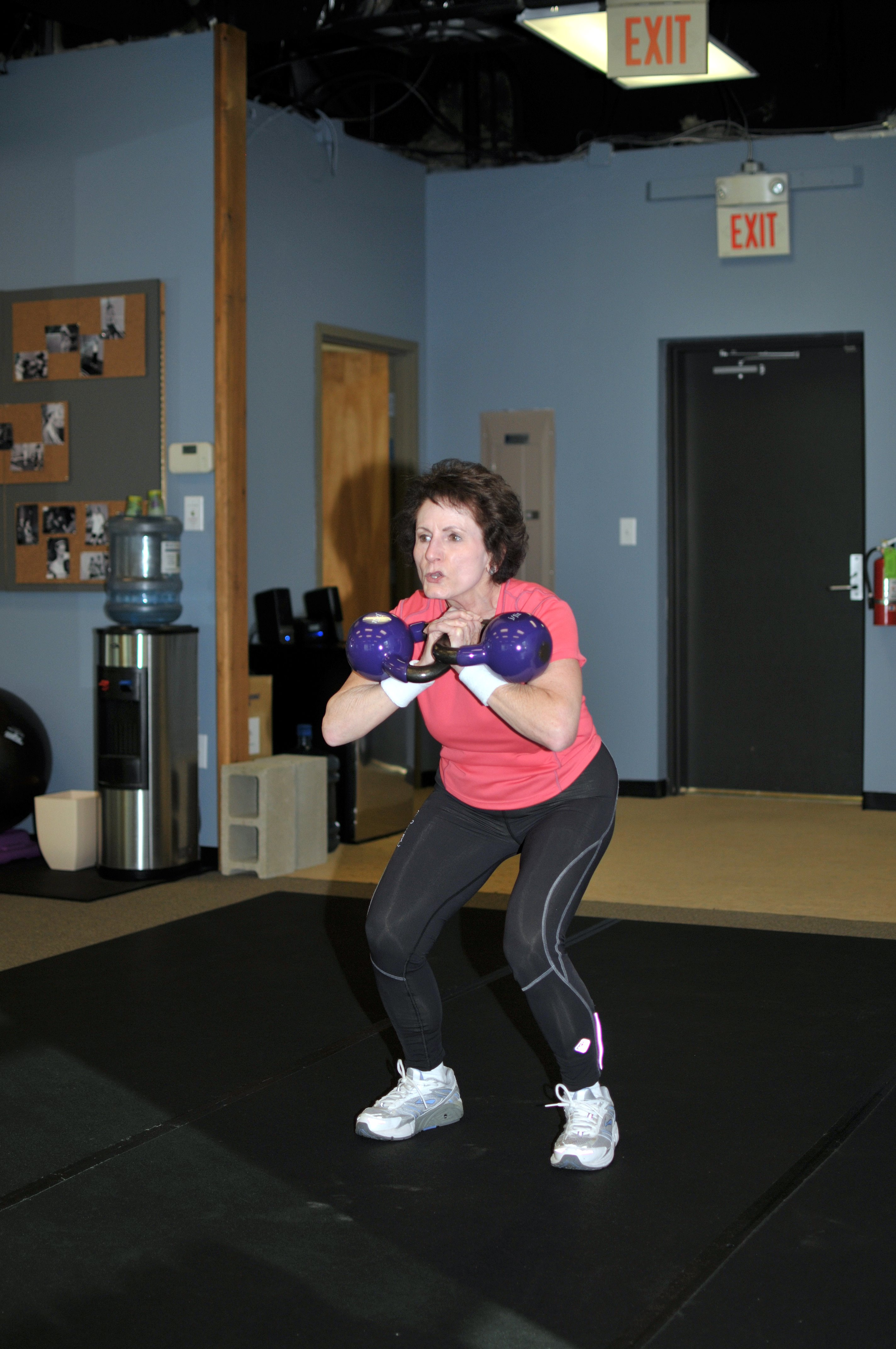
رياضي يؤدي تمرين القرفصاء

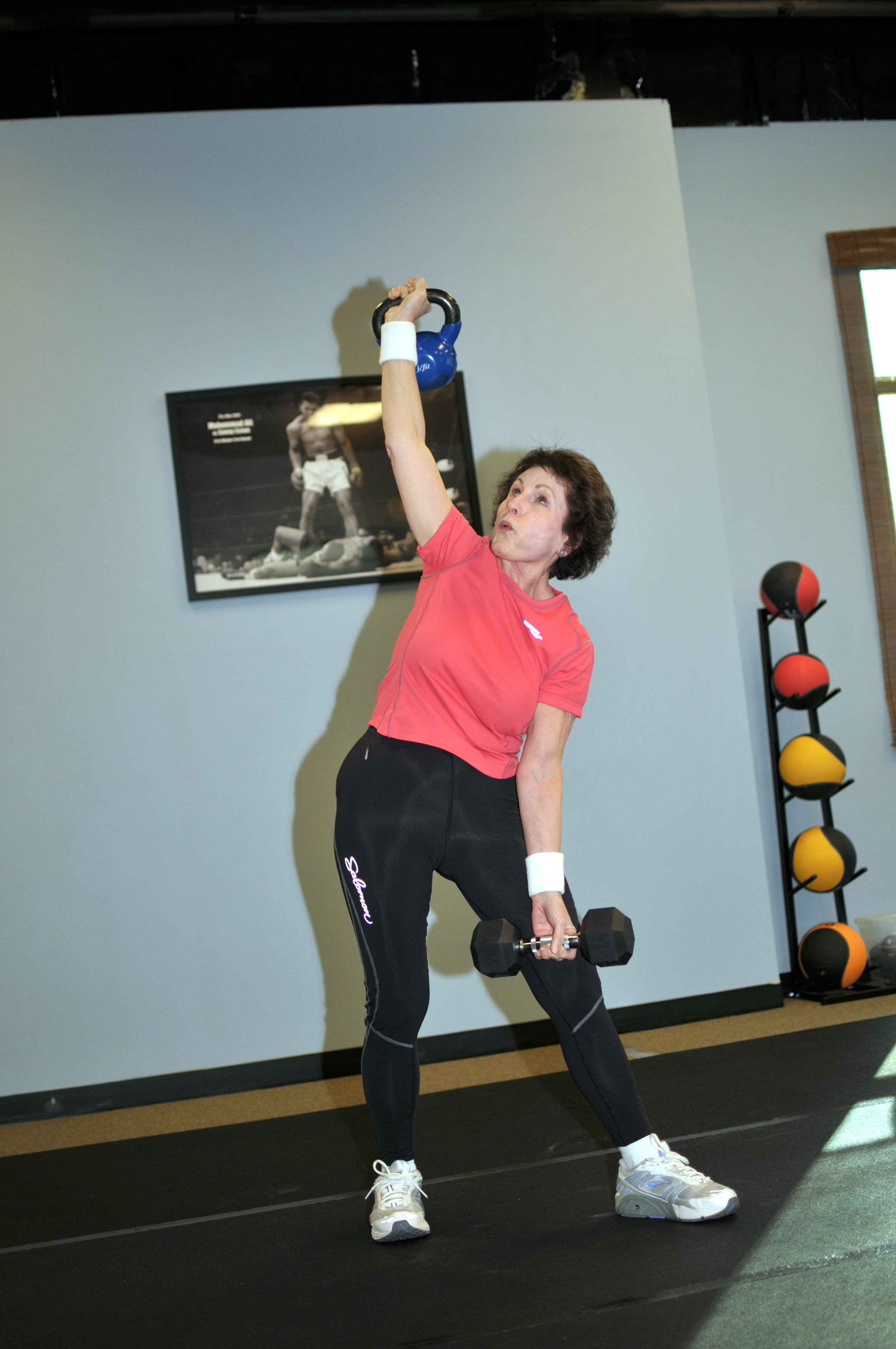
خفض الجذع تدريجيًا إلى الجانب الآخر في وضع الطاحونة الهوائية

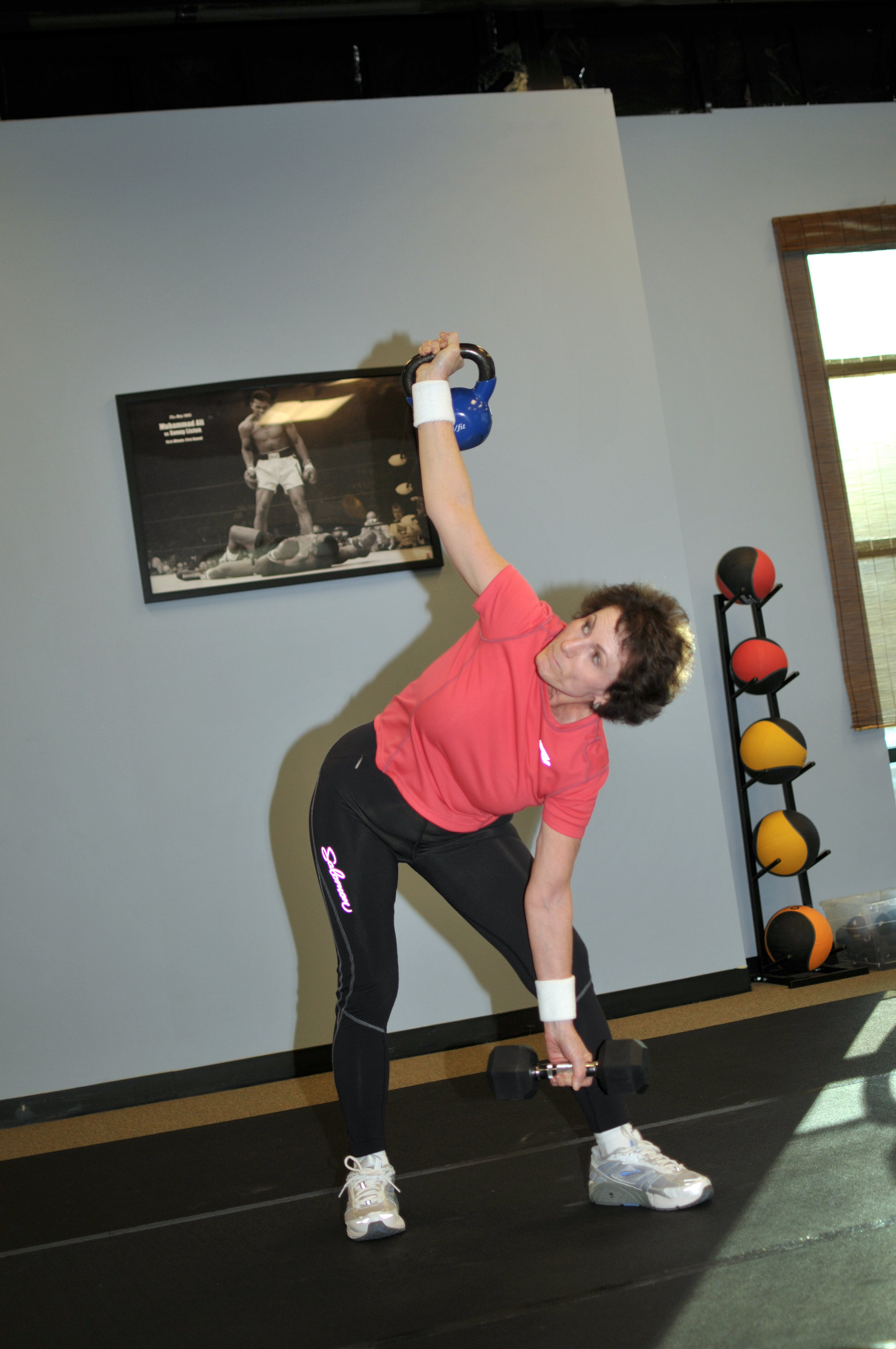
انخفاض الوضع في طاحونة الهواء

فيما يلي قائمة بالتمارين الشائعة، التي تناسب الدمبل الكروي بشكل فريد. يمكن أداء بعض هذه التمارين باستخدام دمبل وأحد أو اثنين. 

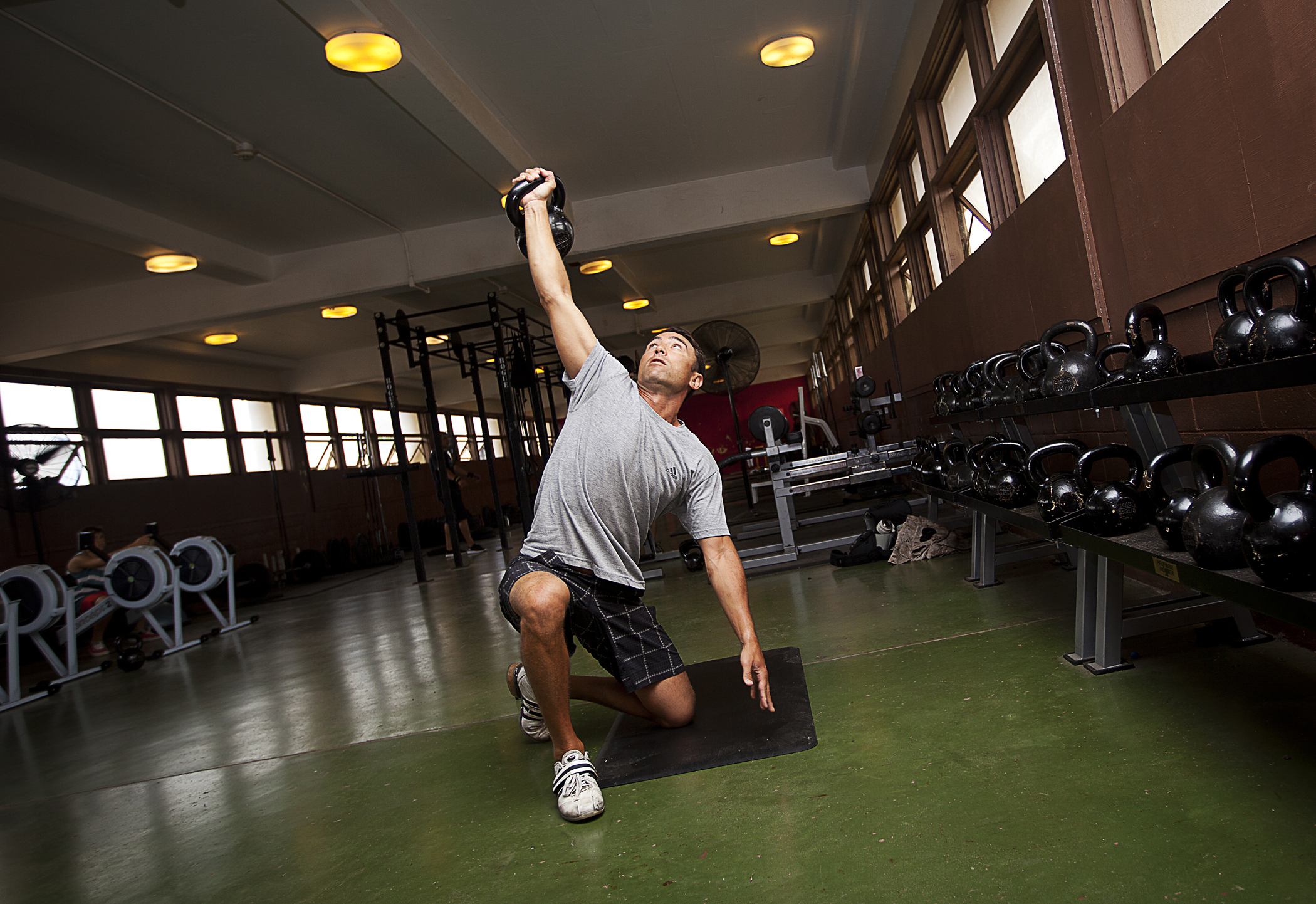
وضعية الوقوف التركية

حول العالم/المقلاع
يتم حمل الدمبل في ذراع واحدة، وتحريكه في حركة دائرية حول الجسم، مع تبديل اليدين للأمام والخلف. يمكن أن تتضمن الاختلافات المرور عبر الساقين.
ضغط منحني
تمرين ضغط يستخدم وضع طاحونة الهواء مع ساق مثنية لرفع وزن أثقل مما هو ممكن بخلاف ذلك.
نتر
يتم تأرجح الدمبل بين الساقين وإعادته إلى وضع الارتفاع (يرتكز على الساعد في ثنية الكوع، مع وضع الكوع على الصدر). يمكن أن تشمل الاختلافات، الحركة الجانبية على الجانبين، والنتر المتبادل باستخدام دمبلين، والنتر الثابت بدون مكون متأرجح. 
الرفعة الميتة
يمكن أداء أنماط مختلفة، السومو، القرفصاء أو مفصل الورك، مع واحد أو أكثر من دمبل بين الساقين، ويمكن أيضًا أن تنفذ مع دمبل على الخارج (حقيبة).
هالة
يتم تثبيت الدمبل من خلال القرون أمام الكتفين، وعادة ما يكون ذلك رأسًا على عقب، ويُحرك في دائرة حول الرأس مع الحفاظ على الرأس مستقيمًا في مكانه. تُجرى هذه الحركة لتحسين حركة الجزء العلوي من الجسم.
سحب عالي
حركة تبدأ بالتأرجح وتنتهي بالذراع موازية للأرض بدلاً من إكمال قوس الذراع إلى الخطف الكامل. 
الضغط فوق الرأس
تُثبت الدمبل في وضع الرفع ويُدفع فوق الرأس بذراع واحدة، مما يحافظ على ثبات الجسم. تتضمن الاختلافات استخدام دمبلين، وضغط الدفع، وضغط سوتس (سميت على اسم فيكتور سوتس ) والضغط المتناوب وغيرها.
خطف
يُحمل الدمبل في يد واحدة، وخفضه إلى خلف الركبتين من خلال مفصل الورك، ثم تأرجحه إلى وضع فوق الرأس وإبقائه ثابتًا، قبل تكرار الحركة. قد تتضمن الاختلافات حركات تبدأ من وضع ثابت أو متأرجح.  
القرفصاء
تؤدى القرفصاء الأساسية مع حمل دمبل واحد أو أكثر في وضع الرفع، أو دمبل واحد في وضع الكأس. تتضمن الاختلافات القرفصاء القوزاقية مع الحركة إلى الجانب، والقرفصاء العلوية حيث يُثبت الدمبل فوق الرأس، من بين أمور أخرى.
التأرجح
يُجرى التأرجح الروسي التقليدي من أسفل الفخذ مباشرة إلى مكان ما بين الجزء العلوي من البطن والكتفين، مع إبقاء الذراعين مستقيمة أو منحنية قليلاً. يمكن أن تشمل الاختلافات الذهاب إلى ارتفاع أعلى من ارتفاع الكتف (الأمريكية) أو استخدام يد واحدة والتناوب بين اليدين إذا لزم الأمر. 
وضعية الوقوف التركية
تمرين الدمبل، من خلال إبقاء الذراع التي تحمل الدمبل ممتدة عموديًا، والانتقال من وضعية الاستلقاء على الأرض إلى الوقوف، ثم العودة مرة أخرى.
طاحونة هوائية
يبدأ الرياضي في وضع الوقوف مع تمديد ذراع واحدة بالكامل ورفع الدمبل فوق رأسة. مع الحفاظ على ذراع الدمبل في وضع عمودي، ثم ينحني اللاعب عند الوركين بحيث يُخفض الجزء العلوي من الجسم إلى الجانب الآخر وتدويره حتى تلمس اليد الأخرى الأرض. ثم يقوم بعكس الحركة للعودة إلى وضع البداية، ويكرر ذلك لعدد التكرارات المطلوب. هذا يحسن من القدرة على الحركة والاستقرار في كل من الوركين والكتفين. وبدلاً من ذلك، يمكن حمل الدمبل في اليد الأخرى، أو مع دمبل واحد في كل يد. النسخة الأسهل هي طاحونة الهواء ذات الساق المنحنية، حيث تكون الساق الخارجية مثنية، أو طاحونة الهواء المدعومة حيث تستقر اليد الحرة على الساق الخارجية.

## المقابض
يتوفر أكثر من 25 قبضة على الدمبل الكروي، والتي يمكن استخدامها لإضافة التنوع، واختبار العضلات المختلفة، وتحسين الحس العميق، وزيادة أو تقليل التعقيد. تعتبر قبضات الضغط، وقبضات الحافة، وقبضات الرفع، وقبضات الباليستية، وقبضات البهلوانية، وقبضات الإمساك المتساوي القياس بعضًا من أنواع القبضات المختلفة.

## أساليب الرفع

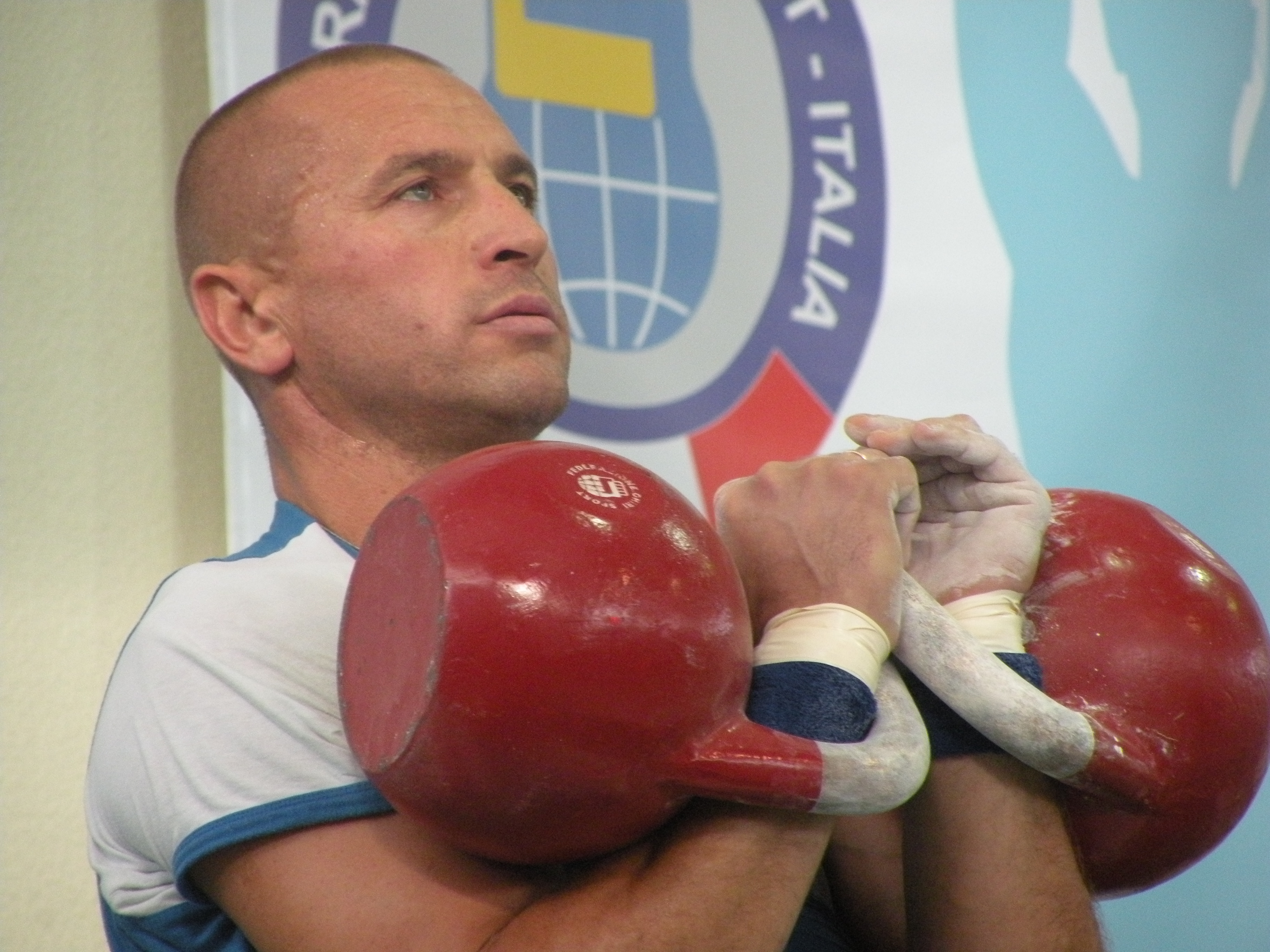
أداء تمرين الرفع باستخدام أوزان 32 كجم (وضع الرفع)

يمثل تدريب الدمبل الكروي المعاصر بشكل أساسي خمسة أنماط.
النمط الصعب، وتعود جذوره إلى رفع الأثقال وتدريبات الكاراتيه، وخاصة مفاهيم هوجو أندوhojo undo. مع التركيز على العنصر "الصعب" واستعارة مفهوم كايم kime، يركز النمط الصعب على القوة والطاقة وثنائية الاسترخاء والتوتر.
يُشار إلى Girevoy أحيانًا باسم النمط السلس مقارنةً بالنمط الصعب، وهو يمثل نظام التدريب للرياضة التنافسية لرفع الدمبل، مع التركيز على قوة التحمل.
يشير مصطلح Crossfit kettlebell إلى تنفيذ تدريب الدمبل الكروي، كما هو الحال في مناهج CrossFit، مع تعديلات كبيرة على الأنماط السابقة (على سبيل المثال التأرجح الأمريكي مقابل التأرجح التقليدي، وضع الدمبل بين الخطفات).
البهلوانية Juggling، هو أسلوب تدريبي، حيث يقوم الممارس بتحرير(أو إفلات) الدمبل، والإمساك به بكل أنواع الدورات والتقلبات حول الجسم.
تدريب الدمبل هو كل ما يُجرى بالدمبل الكروي، بعيدًا عن الفئات الأربع المذكورة أعلاه. ويعد تدريب الدمبل الكروي واسعًا للغاية، ويلبي العديد من الأهداف المختلفة، بعضها، على سبيل المثال لا الحصر: الحركة، والمرونة، والقدرة على التحمل، والقوة، والسرعة والطاقة. وإذا كان الرياضي يتدرب في صالة الألعاب الرياضية، أو على الشاطئ، أو في الحديقة، ولم يمارس أيًا من التمارين المذكورة أعلاه، فإنه يشارك في تدريب الدمبل الكروي.

## رياضة رفع الدمبل
نشأت رياضة الدمبل الكروي في روسيا، والآن لها مسابقات في جميع أنحاء العالم، وتتكون من ثلاث رفعات رئيسية: الخطف، والنتر، والدورة الطويلة. 

### ألوان المنافسة
تُميز كرات الدمبل المخصصة للمنافسة، والمستخدمة في رياضة الدمبل الكروي، ورفع الأثقال الترفيهية بالألوان، وذلك عن طريق الجرس أو البوق؛ للسماح بالتعرف السريع والسهل.
| لون       | الوزن (كجم) | الوزن (رطل) |
| --------- | ----------- | ----------- |
| وردي      | 8           | 17.64       |
| أزرق      | 12          | 26.46       |
| أصفر      | 16          | 35.27       |
| أرجواني   | 20          | 44.09       |
| أخضر      | 24          | 52.91       |
| البرتقالي | 28          | 61.73       |
| أحمر      | 32          | 70.55       |
| رمادي     | 36          | 79.37       |
| أبيض      | 40          | 88.18       |
| فضي       | 44          | 97.00       |
| ذهبي      | 48          | 105.82      |

الأوزان التي تتزايد بمقدار 2 كجم مثل؛ 10، 14، 18، 22، 26، 30، 34 يكون لها نفس لون الوزن الذي يقل عنها بمقدار 2 كجم، ولكن يُشار إليها بأشرطة سوداء على المقبض في منافسات رفع الأثقال. فعلى سبيل المثال، دمبل كروي وزنه 10 كجم، يكون باللون الوردي مع أشرطة سوداء على المقبض، ودمبل كروي وزنه 18 كجم، يكون باللون الأصفر مع أشرطة سوداء على المقبض.

## رمي الدمبل
تتضمن فعاليات الرجال الأقوياء، المنافسة على رمي الدمبل. فعلى سبيل المثال، في مسابقة أقوى رجل في العالم لعام 2023م ، كانت طبيعة التنافس، هي رمي سبعة كرات دمبل، تزن ما بين 45 إلى 68 رطلاً، فوق شريط يبلغ ارتفاعه 15 قدمًا في أسرع وقت ممكن. وجاء أفضل أداء من نصيب العملاق البولندي "ماتيوز كيليزكوفسكي"، الذي نجح في رمي جميع كرات الدمبل السبعة فوق الشريط (أو الحاجز) في زمن قدره 32.44 ثانية. 
كيفية تحقيق أقصى استفادة من تمارين الدمبل
امنح الأولوية للوضعية الصحيحة على الأوزان الثقيلة في البداية لتحقيق أقصى استفادة من تمارين الدمبل. لتحسين مشاركة العضلات، نظّم الحركة خلال كامل نطاق الحركة، بما في ذلك مراحل الرفع والخفض اللامركزية والمتحدة المركز. اجعل الربط بين العقل والعضلات أولوية لديك من خلال التركيز على وظيفة العضلة المستهدفة. مع اكتسابك القوة، استخدم الحمل الزائد التدريجي عن طريق زيادة الوزن أو التكرارات أو المجموعات تدريجيًا. وأخيرًا، لضمان تقدم ثابت وتمارين مثمرة، نوّع تمارينك لدفع عضلاتك من زوايا مختلفة وتجنب الثبات.

## معرض الصور

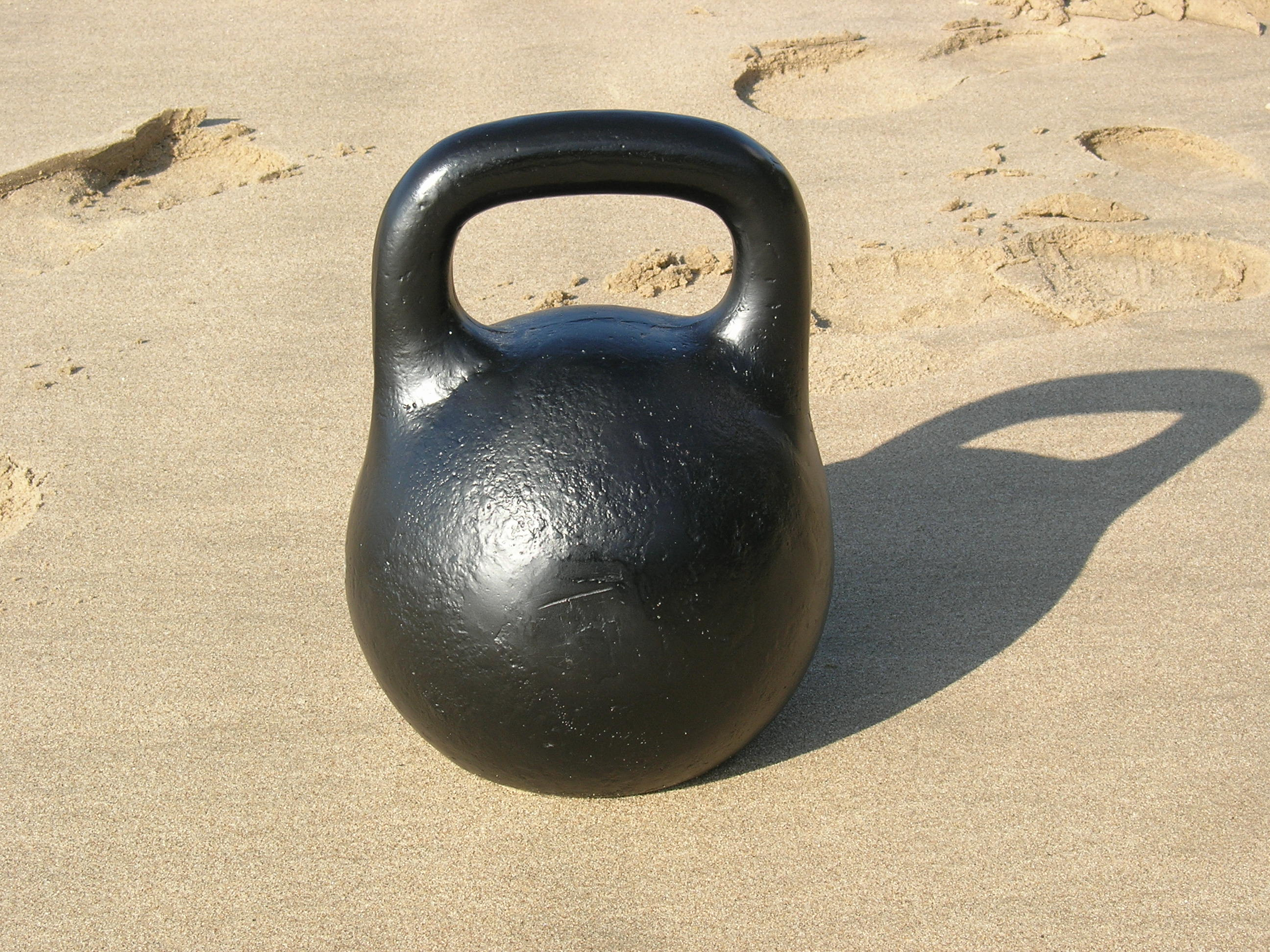
دمبل كروي
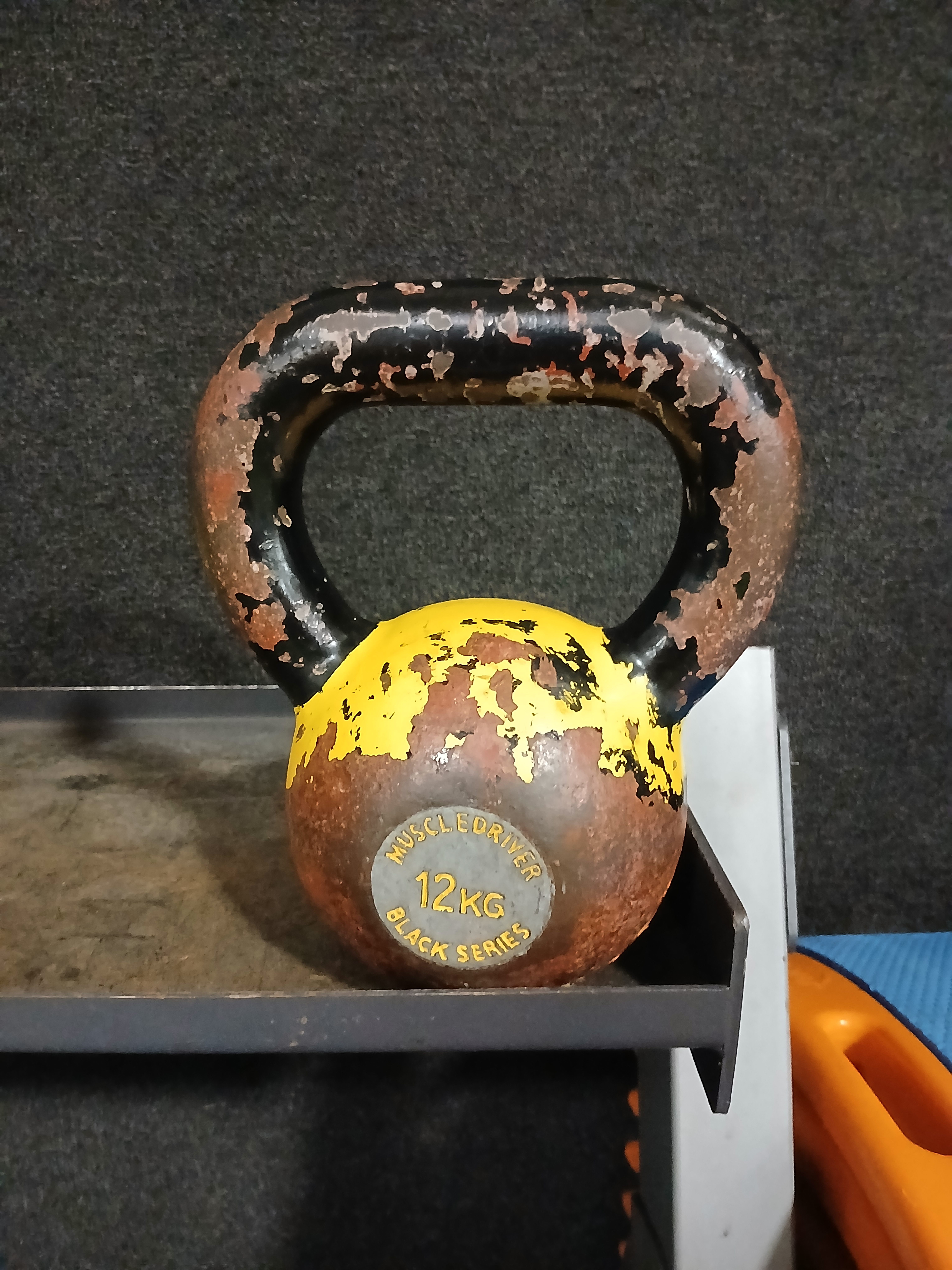
دمبل كروي يزن 12 كيلوجرام
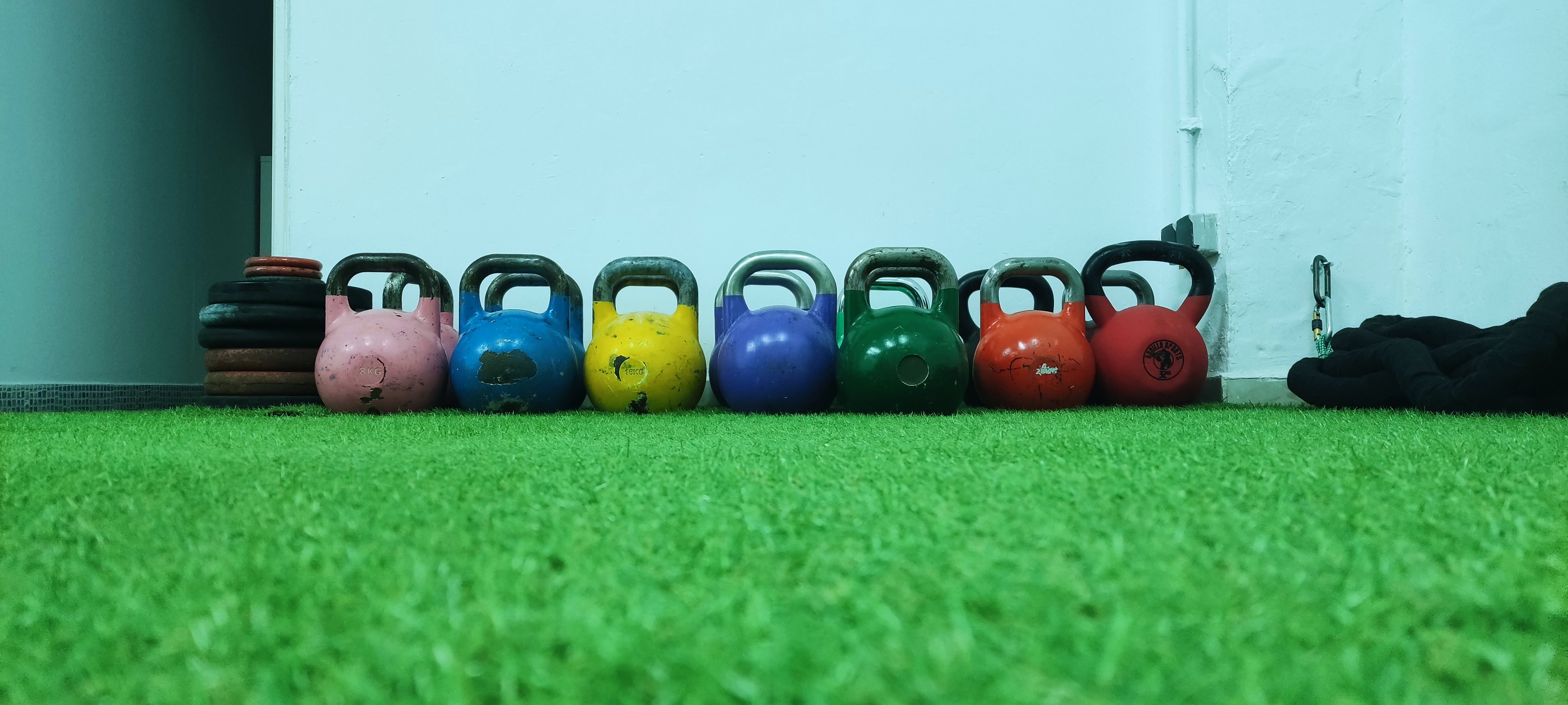
مجموعة متنوعة من الدمبل الكروي
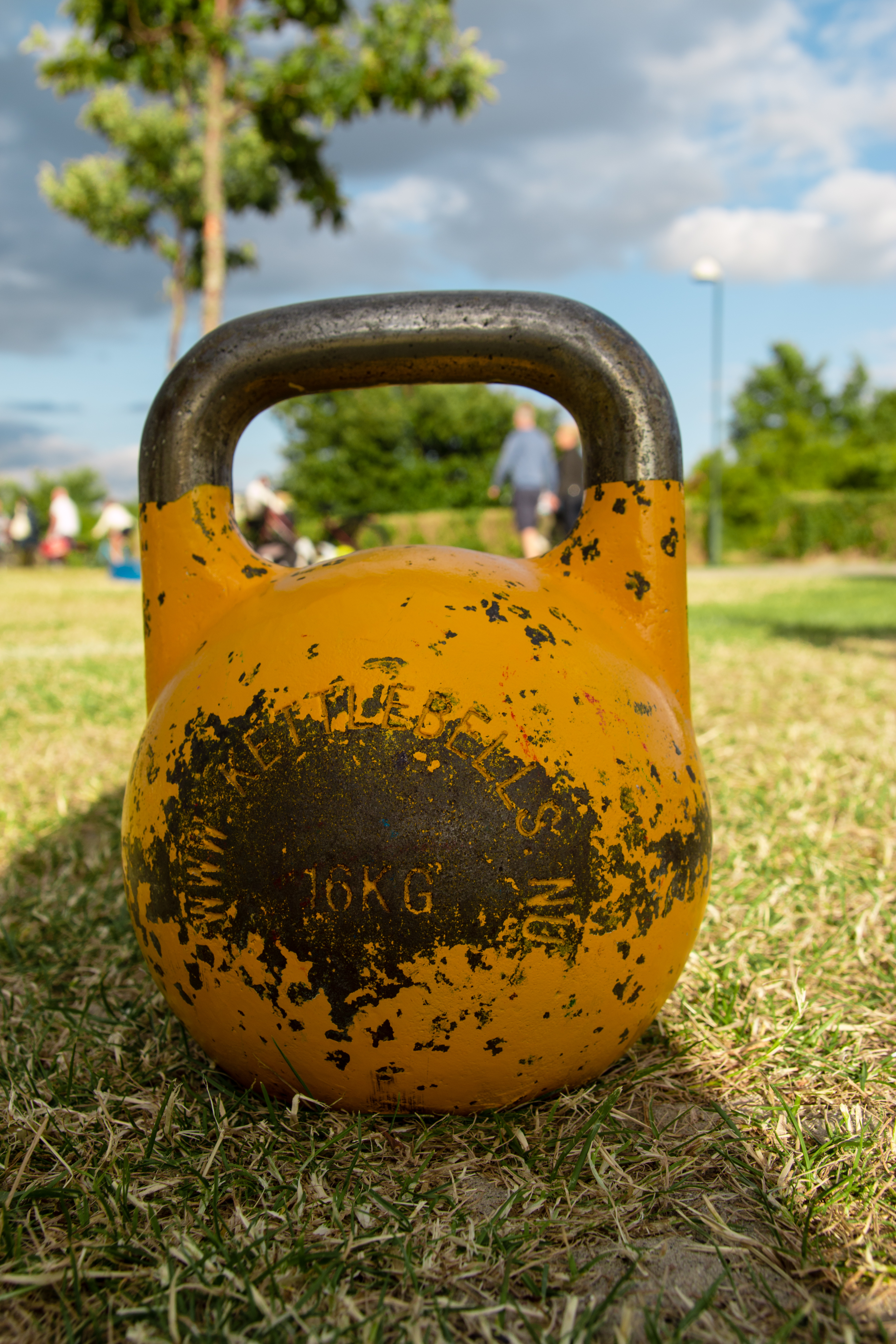
دمبل كروي 16 كيلوجرام
- تمرين طاحونة الهواء بالدمبل الكروي
- تمرين الرفعة الميتة بالدمبل الكروي
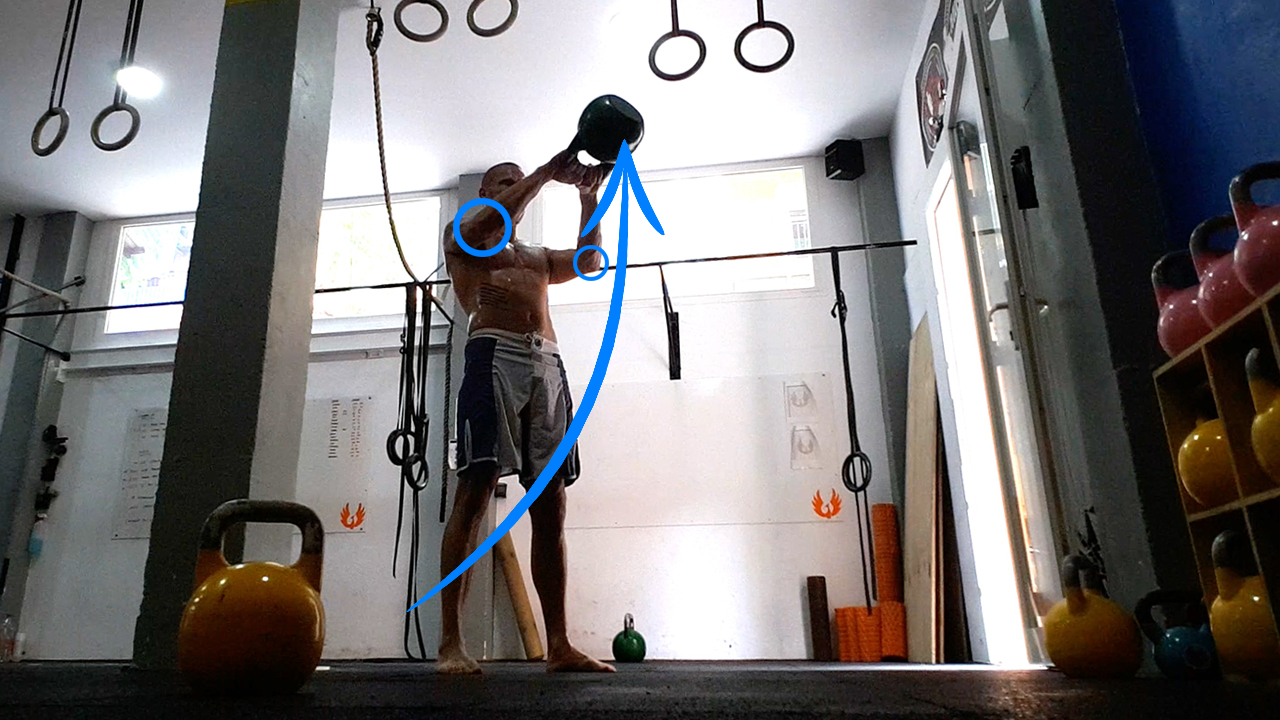
التأرجح بالدمبل الكروي مع ثني المرفقين
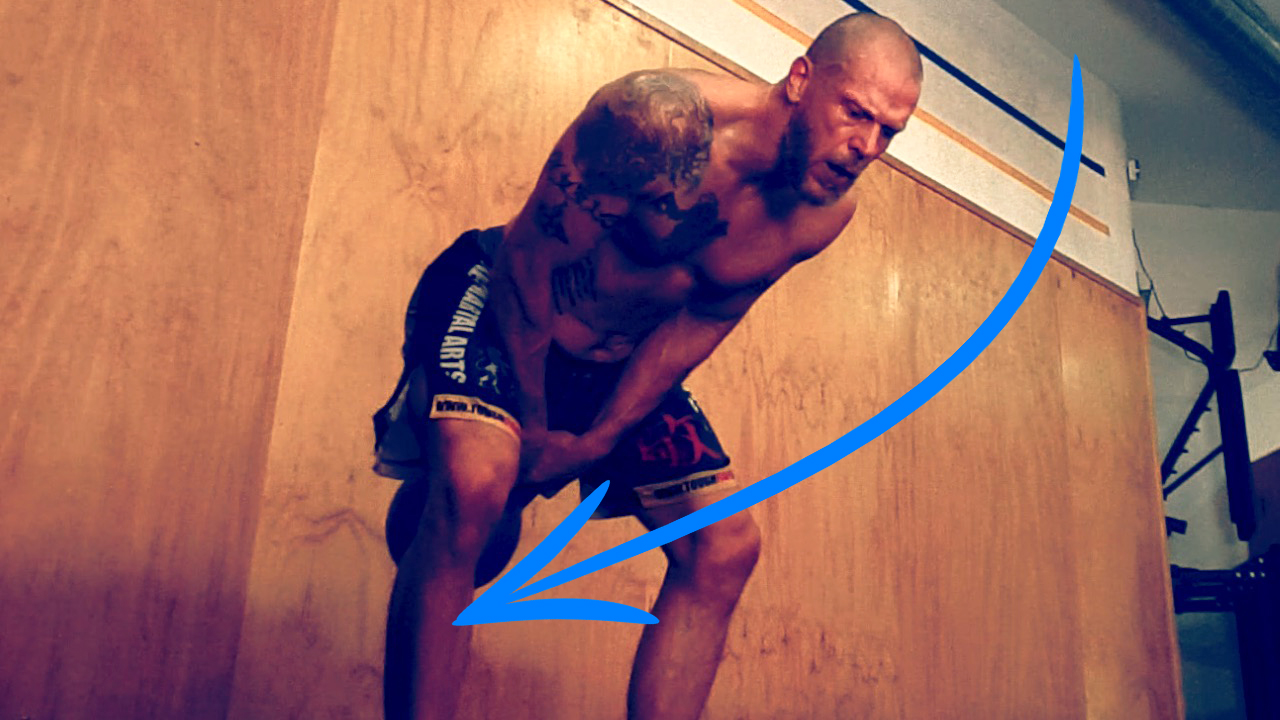
تأرجح الدمبل مع تمديد الأذرع عند التأرجح الخلفي
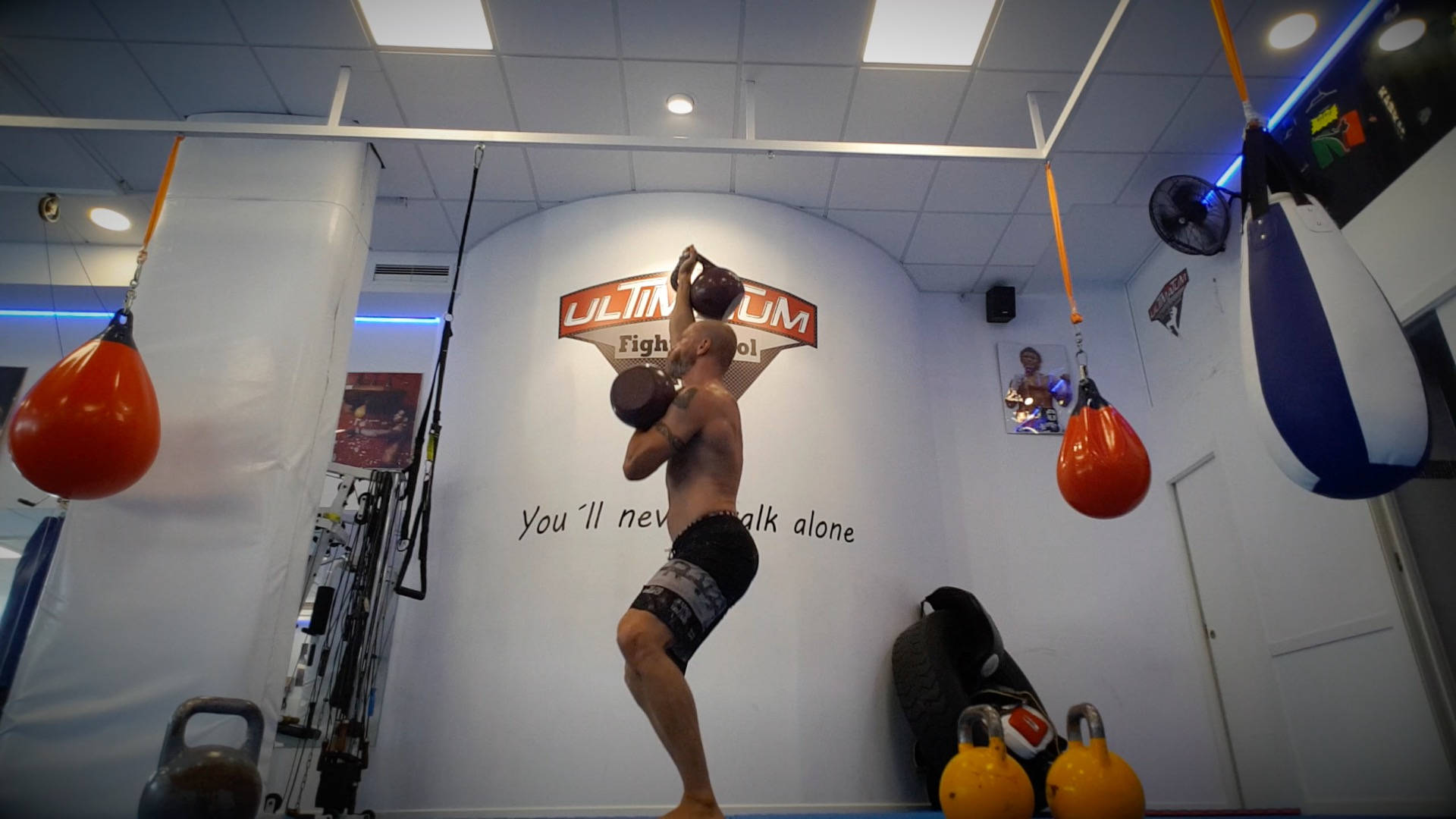
تمرين قرفصاء فوق الرأس بالدمبل الكروي
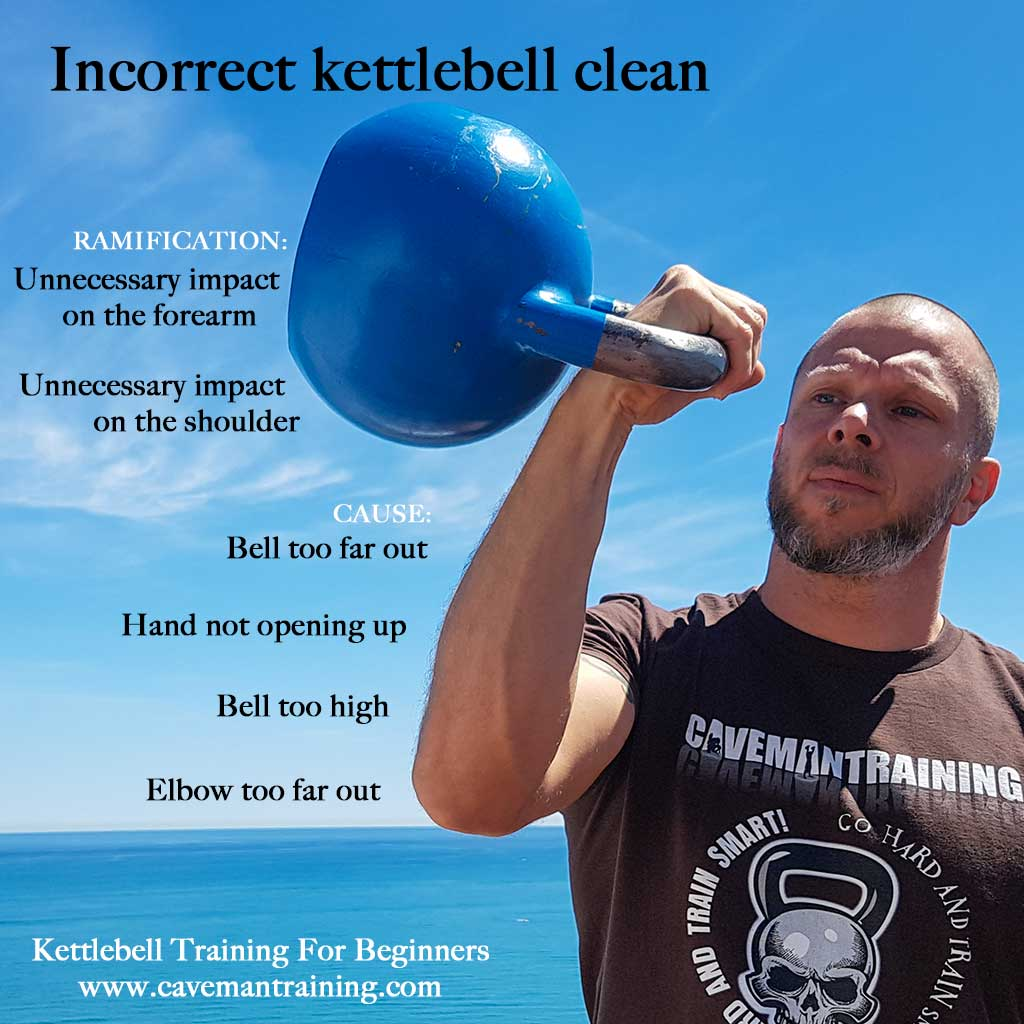
نتر بالدمبل الكروي غير صحيح
- تمرين ضغط للصدر بالدمبل الكروي
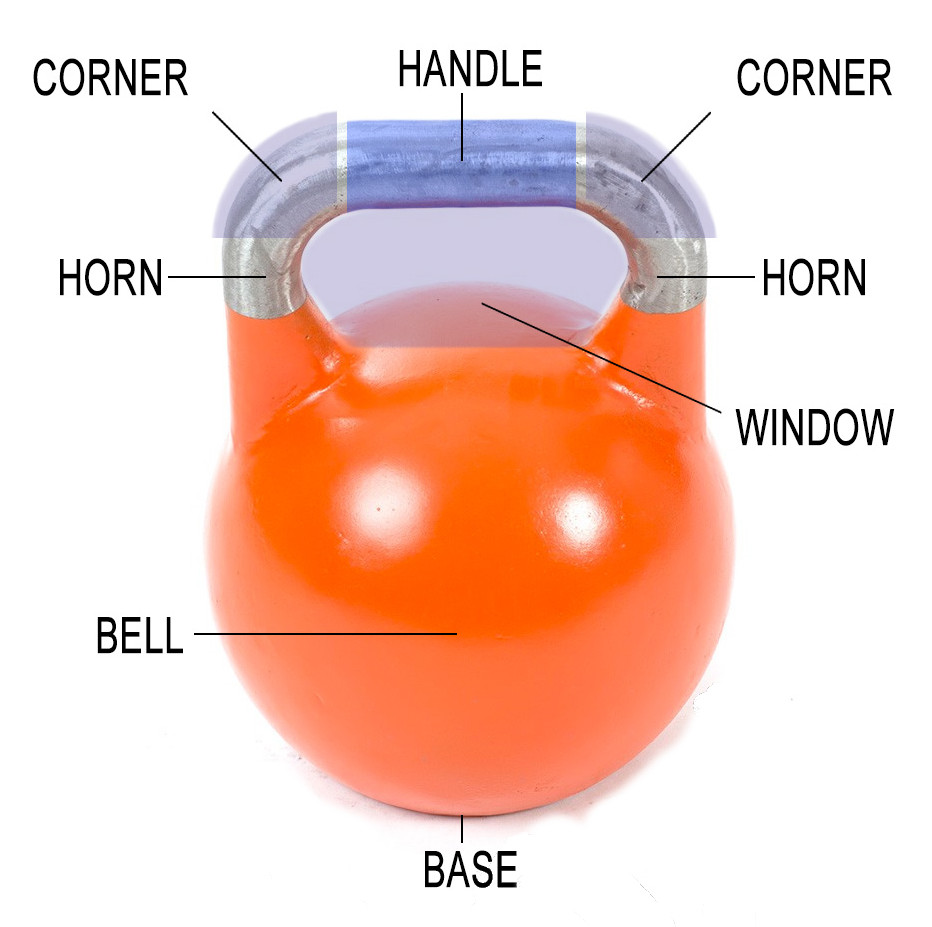
أجزاء الدمبل الكروي
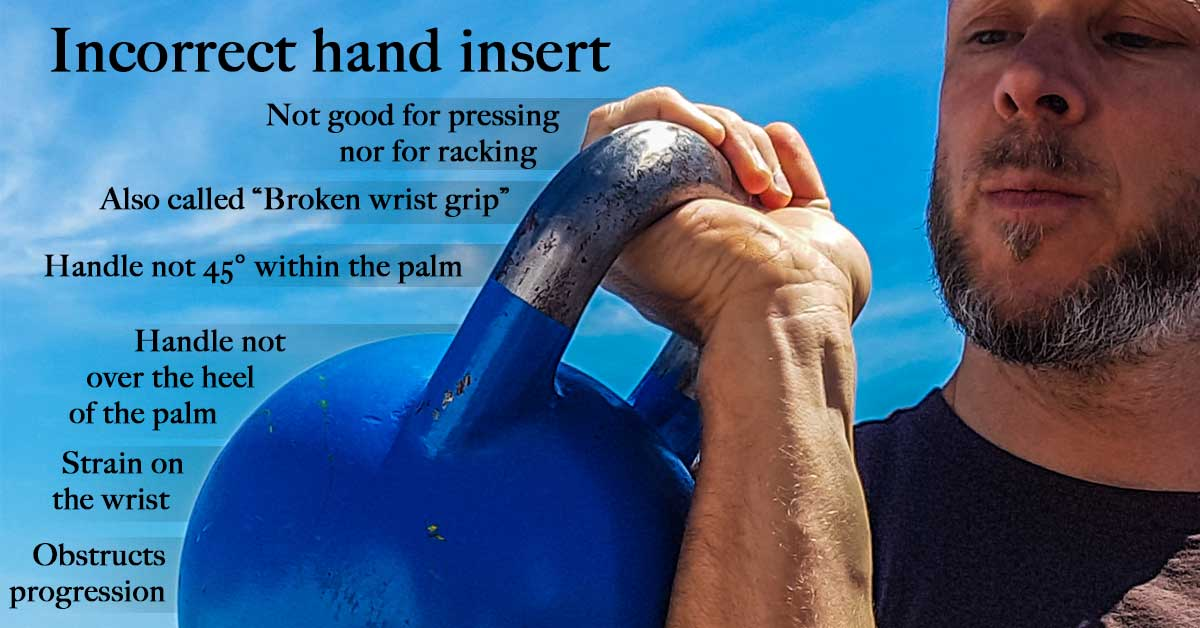
إدخال لليد غير صحيح في الدمبل الكروي

## روابط خارجية
- الاتحاد الدولي لرفع الأثقال
- الاتحاد العالمي لرياضة الكيتلبل